# Édouard-Ernest Maire
Pour les articles homonymes, voir Maire (homonymie).
Édouard-Ernest Maire (1848-1932) est un missionnaire et botaniste français né à Trondes (Meurthe-et-Moselle). Envoyé en Chine en 1872, il est basé dans le Yunnan de 1873 jusqu’à sa mort.

## Biographie
Édouard-Ernest Maire est né le 28 février 1848, à Trondes, Diocèse de Nancy-Toul, département de Meurthe-et-Moselle, d'un père instituteur.
Ayant lu une vie de Saint Théophane Vénard, il décide de s'orienter vers les missions. A la demande de sa famille, Félix Midon, vicaire à Nancy et futur évêque du Japon Central, essaye de l'en dissuader, mais sans grande conviction. Le 10 janvier 1869, Édouard-Ernest Maire entre au Séminaire des Missions étrangères de Paris. Il reçoit les ordres mineurs le 28 juin 1869. 
Sous-diacre le 23 décembre 1871, diacre le 25 mai 1872, ordonné prêtre le 21 septembre 1872, E.E. Maire reçoit ensuite sa destination pour le vicariat apostolique du Yunnan, qu'il rejoint en embarquant à Marseille avec cinq autres jeunes missionnaires le 10 novembre 1872.

### Missionnaire en chine
Envoyé comme chef de district à Tongchuan, E.E Maire y reste jusqu'en 1890. Il est envoyé alors comme provicaire au Yunnan et nommé Supérieur du bas Yunnan avec résidence à Long-ki. Cette ville, assez proche de Sui-fu, aux confins de la mission du Yun-nan, et située dans les montagnes qui surplombent la plaine du Se-tchoan, est la résidence ordinaire du vicaire apostolique. 
Bien qu'éloigné par "vingt et quelques jours de marche", le nouveau vicaire apostolique, âgé, lui confie le soin de rédiger les comptes-rendus annuels des travaux missionnaires. En 1891, E.E. Maire écrit : "...nous avons joui cette année, d'une paix presque ininterrompue". En 1893, il souligne le "manque d'ouvriers, obstacle au progrès de l'Evangile". En 1894, il souligne la dispersion des chrétiens, victimes de la famine. En 1895, E.E. Maire fait remarquer que le conflit sino-japonais ravive la haine de l'étranger : "Nous avons entendu gronder sur nos têtes l'orage qui vient d'éclater au Su-tchuen...".
En 1898, Édouard-Ernest Maire est rappelé à la capitale, pour diriger les travaux de construction d'une grande église paroissiale à Yun-nan-sen. Son compte-rendu de 1904, fait la rétrospective des évènements récents qui venaient d'agiter le Yunnan. La tourmente de 1900 avait jeté hors du vicariat vingt-deux missionnaires, dont dix-neuf s'étaient rendus à Hong-Kong. Mais, le 14 juin 1901, après dix mois d'exil et la paix signée à Tien-tsin, ils reviennent à Yun-nan-sen où "les autorités provinciales mirent à notre disposition un vaste et bel immeuble qui nous servit de résidence provisoire".
En 1902, il rend compte que "l'église paroissiale de Yun-nan-sen, l'évêché, le presbytère, les écoles de garçons et de filles, pour ne parler que de la capitale, sortirent successivement de leurs ruines..." et en 1905, que les écoles et l'orphelinat fonctionnent bien. En 1906, il note qu'à la capitale "le progrès religieux se dessine de plus en plus".
En 1907 Édouard-Ernest Maire devient le supérieur officiel de la Mission. Il écrit alors que "l'année qui s'achève a été semée de luttes et de contrariétés : lutte pour la vie, lutte contre l'antipathie populaire, lutte contre l'arbitraire mandarinal..."La Chine aux chinois" est le mot d'ordre du jour... Dénoncer, ou éluder les traités onéreux, telle est la tendance universelle...".
En 1908, E.E. Maire regagne le district de Tong-tchouan, ville préfectorale à une altitude de 2 500 mètres et à huit journées de marche de Yun-nan-sen. En 1912, il ouvre une salle de prédication en ville, organise des écoles, mais constate qu'à l'apathie des gens s'ajoute aussi une certaine xénophobie.
Le 21 septembre 1922, il célèbre le 50e anniversaire de son ordination sacerdotale et la même année, rédige "Traditions et Souvenirs", "Journal d'un futur Missionnaire" puis en 1925, "Rêveries d'un vieux Chinois", tout en assurant l'administration des districts de Tong-tchouan, Loupou, Kiao-kia.
Le 19 août 1932, M.Edouard Ernest Maire meurt à Tong-tchouan où il avait passé de 1884 à 1890 et 1908 à 1932 trente ans de son existence, et la moitié de sa vie de missionnaire sans revenir dans son pays natal.

## Le botaniste
Édouard-Ernest Maire collectionne des plantes en Chine entre 1905 et 1916 environ, il envoie du matériel d'herbier à diverses institutions botaniques en Europe. Il récolte également des graines de temps en temps. L'essentiel de sa collecte est faite dans les environs du Yunnan-fu (Kunming), sur les plateaux entourant la capitale, mais il a également effectué des voyages à Tong-chuan (Dongchuan) au nord-est, où les collines calcaires s'élèvent à plus de 10 000 mètres d'altitude. De nombreuses plantes se trouvent dans les musées internationaux,,. Les groupes collectés sont les Bryophytes, Champignons et Spermatophytes,.

### Plantes qui lui ont été dédiées
Quelques plantes des échantillons qu'il a envoyés en France lui ont été dédiées :

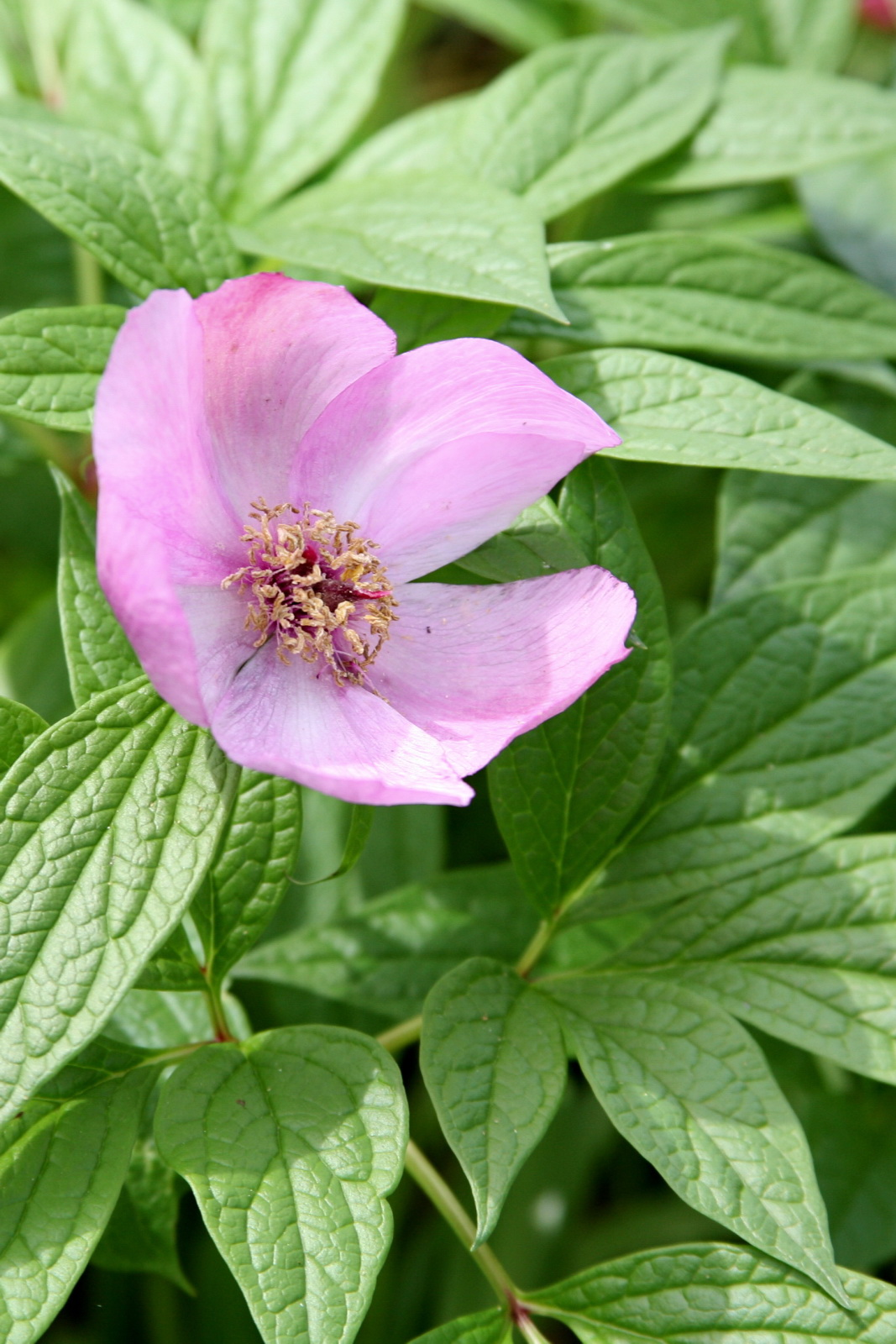
Paeonia mairei

- Paeonia mairei (en), H. Lév. (1939), Chine centrale, 1915, famille Paeoniaceae
- Epipactis mairei, Schltr., 1919, famille Orchidaceae
- Fargesia mairei, Hack. ex Hand.-Mazz., T.P.Yi (1988), famille Poaceae
- Nomocharis mairei, H.Lév., 1913, famille Liliaceae porte son nom[10]
- Primula mairei, H. Lév., famille Primulaceae
- Carex mairei ou Laîche de Maire, Coss. & Germain, famille Cyperaceae
- Bergia mairei, Quézel
- Fumaria mairei, Maire
- Sedum mairei, Praeger, Chine centre-Sud, 1916[11]
- Cinnamomum mairei, H.Lév., Yunnan, 1914, famille Lauraceae[12].
- Lavandula mairei, Humbert (1927), famille Lamiaceae[13]
- Artemisia mairei, H. Lév., Yunnan, 1912, famille Asteraceae[14]
- Cotoneaster mairei, H. Lév., 1915, famille Rosaceae[15]
- Alnus mairei, H.Lév., Chine (Yunnan), 1914, famille Bétulacées[16]
- Oreocharis mairei, H.Lév., Yunnan (Tong-Tchouan), 1910, famille Gesneriaceae[17]
- Briggsia mairei Craib, Laurence Edgar (Larry) Skog, 1913,	famille Gesneriaceae
- Stemona mairei, H.Lév., K.Krause, Yunnan, 1913, famille Stemonaceae[18]